# Boophis septentrionalis
Boophis septentrionalis är en groddjursart som beskrevs av Frank Glaw och Miguel Vences 1994. Boophis septentrionalis ingår i släktet Boophis och familjen Mantellidae. IUCN kategoriserar arten globalt som otillräckligt studerad. Inga underarter finns listade.